# Торона
Торона (Torona) — почти исчезнувший нигеро-конголезский язык, на котором говорит народ торона, проживающий в горной местности Лимон штата Кордофан в Судане. В 2011 году носителей насчитывалось всего 2 человека. Почти все в настоящее время перешли на язык тира и суданский диалект арабского языка.